# Epito (figlio di Ippotoo)
Epito (in greco antico: Αἴπυτος?, Aipotos) è un personaggio della mitologia greca, figlio di Ippotoo e pronipote dell'omonimo re Epito, figlio di Elato. 

## Mitologia
Regnava quando Oreste lasciò Micene e si stabilì in Arcadia dopo aver seguito una profezia di un oracolo.
C'era a Mantinea un santuario nel quale, fino a tarda epoca, a nessun mortale era mai stato permesso di entrare. Epito, violando la tradizione sacra, ne varcò la soglia, ma fu immediatamente colpito da cecità e morì poco dopo. Gli succedette il figlio Cipselo.